# Max Sillig
Max Sillig, švicarski hokejist, * 19. november 1873, La Tour-de-Peilz, Vaud, Švica, † 15. november 1959, Lausanne, Vaud, Švica.
Sillig je igral hokej na ledu s švicarsko reprezentanco in z njo nastopil na Poletnih olimpijskih igrah 1920 ter tam s soigralci osvojil predzadnje, 6. mesto.
Od 1920 do 1922 je deloval kot predsednik Mednarodne hokejske zveze.